# (8779) 1971 UH1
(8779) 1971 UH1 est un astéroïde de la ceinture principale découvert en 1971.

## Description
(8779) 1971 UH1 a été découvert le 26 octobre 1971 à Bergedorf par Luboš Kohoutek.

### Caractéristiques orbitales
L'orbite de cet astéroïde est caractérisée par un demi-grand axe de 3,18 UA, un périhélie de 2,56 UA, une excentricité de 0,20 et une inclinaison de 2,82° par rapport à l'écliptique. Du fait de ces caractéristiques, à savoir un demi-grand axe compris entre 2 et 3,2 UA et un périhélie supérieur à 1,666 UA, il est classé, selon la JPL Small-Body Database, comme objet de la ceinture principale.

### Caractéristiques physiques
(8779) 1971 UH1 a une magnitude absolue (H) de 13,3 et un albédo estimé à 0,096.